# Marietta Tabangin-Magno
Marietta Tabangin, coniugata Magno (Cordon, 17 maggio 1967), è un'ex mezzofondista filippina.
È detentrice del record nazionale nei 1500 m con un tempo di 4'24"87 e nei 3000 m con un primato di 9'48"50.

## Progressione

### 1500 metri piani
| Stagione | Risultato | Luogo     | Data      | Rank. Mond. |
| -------- | --------- | --------- | --------- | ----------- |
| 1989     | 4'24"87   | Changhua  | 28-5-1989 |             |
| 1986     | 4'35"70   | Singapore | 24-8-1986 |             |

### 3000 metri piani
| Stagione | Risultato | Luogo  | Data      | Rank. Mond. |
| -------- | --------- | ------ | --------- | ----------- |
| 1990     | 9'48"50   | Manila | 27-4-1990 |             |

## Palmarès
| Anno | Manifestazione              | Sede         | Evento       | Risultato | Prestazione | Note |
| ---- | --------------------------- | ------------ | ------------ | --------- | ----------- | ---- |
| 1985 | Giochi del Sud-est asiatico | Bangkok      | 1500 m piani | 4ª        | 4'36"03     |      |
| 1989 | Giochi del Sud-est asiatico | Kuala Lumpur | 800 m piani  | Argento   | 2'09"68     |      |
| 1989 | Giochi del Sud-est asiatico | Kuala Lumpur | 1500 m piani | Argento   | 4'29"73     |      |
| 1989 | Giochi del Sud-est asiatico | Kuala Lumpur | 3000 m piani | Bronzo    | 9'53"47     |      |
| 1993 | Giochi del Sud-est asiatico | Singapore    | 1500 m piani | Oro       | 4'29"69     |      |